# Tabriz Shahrdari Team
El Tabriz Shahrdari Team (codi UCI: TST) és un equip ciclista professional iranià, de categoria Continental.
No s'ha de confondre amb el també equip Tabriz Petrochemical.

## Principals resultats
- Tour de l'Iran: Mirsamad Pourseyedi (2016)
- Volta al Singkarak: Khalil Khorshid (2017)

### Grans Voltes
- Tour de França
  - 0 participacions
- Giro d'Itàlia
  - 0 participacions
- Volta a Espanya
  - 0 participacions

## Classificacions UCI
A partir del 2014 l'equip participa en les proves dels circuits continentals, especialment a l'UCI Àsia Tour.
UCI Àsia Tour
| Temporada | Classificació per equips | Millor ciclista en la classificació individual |
| --------- | ------------------------ | ---------------------------------------------- |
| 2014      | 33è                      | Hossein Alizadeh (115è)                        |
| 2015      | 38è                      | Saeid Safarzadeh (89è)                         |
| 2016      | 2n                       | Samad Poor Seiedi (10è)                        |
| 2017      | 6è                       | Ilià Davidenok (21è)                           |